# Ammoconia mediorhenana
Ammoconia mediorhenana är en fjärilsart som beskrevs av Fuchs 1892. Ammoconia mediorhenana ingår i släktet Ammoconia och familjen nattflyn. Inga underarter finns listade i Catalogue of Life.